# Neil Simon

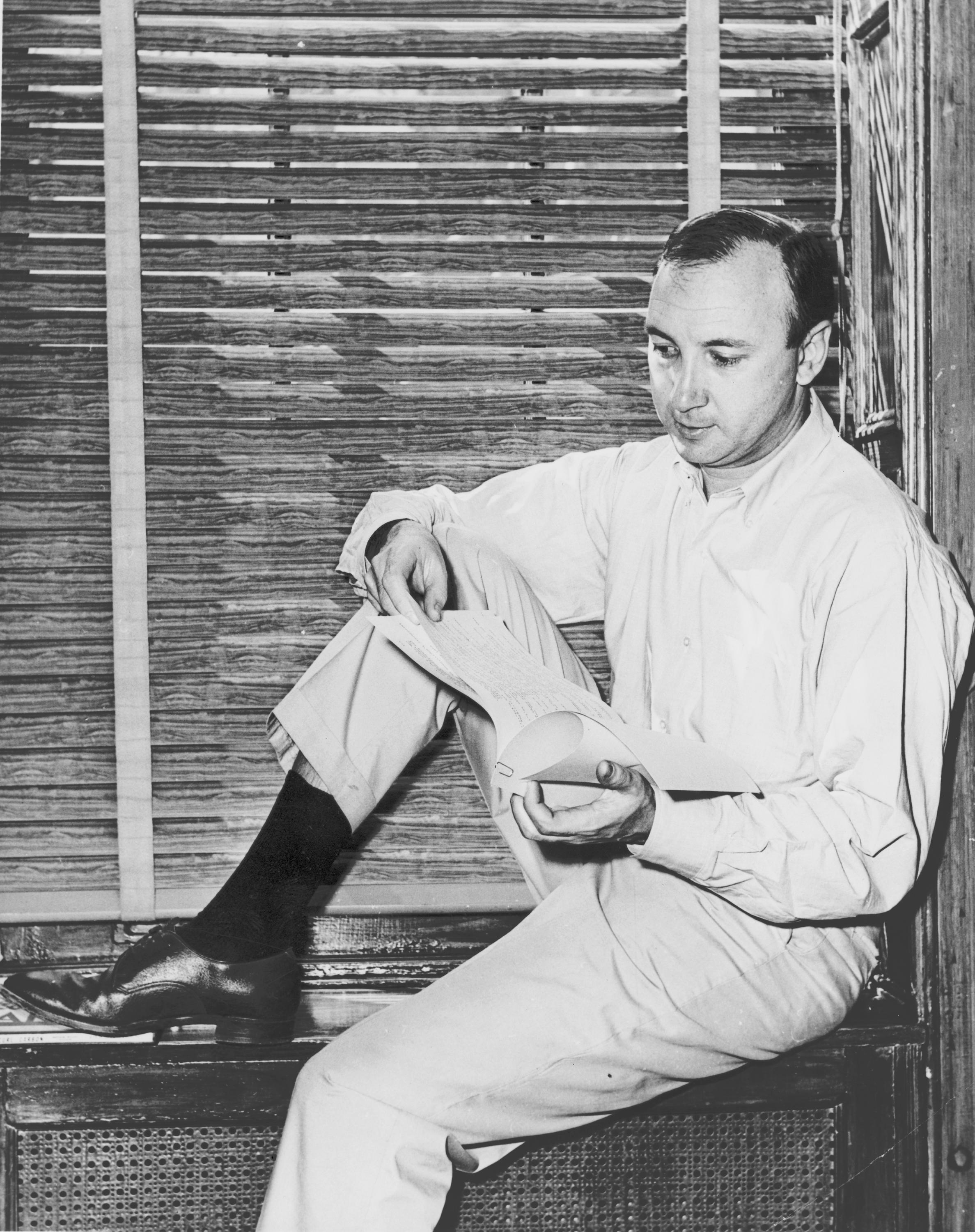
Neil Simon (1966)

Marvin Neil Simon (* 4. Juli 1927 in der Bronx, New York, NY; † 26. August 2018 in Manhattan, New York City) war einer der populärsten Dramatiker und Drehbuchautoren der Vereinigten Staaten. Seine Komödien haben durch ihre Verfilmungen und ihre Übersetzungen in zahlreiche Sprachen weltweiten Erfolg. Simon galt als Autor für das so genannte Boulevardtheater.

## Leben
Neil Simon wurde in der Bronx in einer jüdischen Familie als Sohn eines Textilverkäufers und einer Hausfrau geboren und wuchs zusammen mit seinem älteren Bruder Danny im Stadtteil Washington Heights in Manhattan auf. Während der Weltwirtschaftskrise litt die Familie oft unter finanziellen Schwierigkeiten, wobei der Vater oft monatelang das Haus verließ. Um seinen tristen Alltag zu vergessen, besuchte er in dieser Zeit öfters Filme mit Stars wie Charlie Chaplin, Buster Keaton sowie Laurel und Hardy. Mit 16 Jahren erlangte Neil Simon einen Abschluss an einer öffentlichen High School. Nach dem Schulabschluss meldete er sich als Reservist bei den Luftstreitkräften und arbeitete einige Jahre als Sportjournalist.
Als Autor trat er zum ersten Mal 1955 am Broadway in Erscheinung, als ein Sketch-Programm mit seinen Texten Premiere hatte. Vorher hatte er schon für einige Fernsehserien die Drehbücher geschrieben. Den endgültigen Durchbruch erlebte er 1963 mit seinem Stück Barfuß im Park mit Robert Redford in der männlichen Hauptrolle, die dieser nach 1530 Vorstellungen am Broadway auch in der gleichnamigen Verfilmung aus dem Jahr 1967 spielte. Auch als Autor von Musicals machte er sich einen Namen. Sein berühmtestes Musical ist Sweet Charity.
Simon heiratete 1953 Joan Baim und hat mit ihr zwei Kinder. Nach dem Tod seiner Ehefrau 1973 heiratete er noch viermal und war seit 1999 mit der Schauspielerin Elaine Joyce verheiratet. 2004 musste er sich einer Nierentransplantation unterziehen.

## Auszeichnungen (Auswahl)
- Oscars: 1968, 1975, 1977, 1978
- Tony Awards: 1965, 1975 (Special Tony Award), 1985, 1991
- Golden Globe Award: 1977 (für Der Untermieter)
- Drama Desk Award: 1991
- American Comedy Award: 1989: Preis für das Lebenswerk
- Pulitzer-Preis – für Lost in Yonkers

Das Alvin Theatre, ein New Yorker Broadway-Theater, wurde 1983 zu seinen Ehren in Neil Simon Theatre umbenannt.

## Theaterstücke
- Come Blow Your Horn – Premiere: 22. Februar 1961
- Little Me – Premiere: 17. November 1962
- Barefoot in the Park (dt. Titel Barfuß im Park) – Premiere: 23. Oktober 1963
- The Odd Couple – Premiere: 8. März 1965 – bereits auf der Bühne spielte Walter Matthau den Oscar Madison.
- Sweet Charity – Premiere: 29. Januar 1966 – Musical nach dem Drehbuch Die Nächte der Cabiria von Federico Fellini. Musik von Cy Coleman. Regie: Bob Fosse
- The Star-Spangled Girl – Premiere: 21. Dezember 1966
- Plaza Suite – Premiere: 14. Februar 1968 mit George C. Scott in der Hauptrolle.
- Promises, Promises – Premiere: 1. Dezember 1968 – basiert auf dem Drehbuch zu Das Appartement von Billy Wilder. Musik: Burt Bacharach
- Last of the Red Hot Lovers – Premiere: 28. Dezember 1969
- The Gingerbread Lady – Premiere: 13. Dezember 1970
- The Prisoner of Second Avenue – Premiere: 11. November 1971 – mit Peter Falk in der Hauptrolle.
- The Sunshine Boys – Premiere: 20. Dezember 1972 – verfilmt als Die Sunny Boys
- The Good Doctor – Premiere: 27. November 1973 – basiert auf Erzählungen von Anton P. Tschechow.
- God’s Favorite – Premiere: 11. Dezember 1974
- California Suite – Premiere: 10. Juni 1976
- Chapter Two – Premiere: 4. Dezember 1977
- They’re Playing Our Song – Premiere: 11. Februar 1979 – Musik: Marvin Hamlisch
- I Ought to Be in Pictures – Premiere: 3. April 1980
- Fools – Premiere: 6. April 1981
- Brighton Beach Memoirs – Premiere: 27. März 1983 mit Matthew Broderick in der Hauptrolle.
- Biloxi Blues – Premiere: 28. März 1985
- Broadway Bound – Premiere: 4. Dezember 1986
- Rumors (dt. Titel Gerüchte … Gerüchte) – Premiere: 17. November 1988
- Lost in Yonkers – Premiere: 21. Februar 1991 – mit Kevin Spacey in der Hauptrolle.
- Jake’s Women – Premiere: 24. März 1992 – mit Alan Alda in der Hauptrolle.
- The Goodbye Girl – Premiere: 4. März 1993 – Musical basierend auf seinem eigenen Filmdrehbuch mit Bernadette Peters in der Hauptrolle. Musik: Marvin Hamlisch
- Laughter on the 23rd Floor – Premiere: 22. November 1993
- Proposals – Premiere: 6. November 1997
- The Dinner Party – Premiere: 19. Oktober 2000
- 45 Seconds from Broadway – Premiere: 11. November 2001
- Rose and Walsh – Premiere: 5. Februar 2003

## Filmografie
- 1963: Wenn mein Schlafzimmer sprechen könnte (Come Blow Your Horn)
- 1966: Jagt den Fuchs! (Caccia alla volpe)
- 1967: Barfuß im Park (Barefoot in the Park)
- 1968: Ein seltsames Paar (The Odd Couple)
- 1969: Sweet Charity
- 1970: Nie wieder New York (The Out-of-Towners)
- 1970–1975: Männerwirtschaft (The Odd Couple) (Fernsehserie)
- 1971: Hotelgeflüster (Plaza Suite)
- 1972: Pferdewechsel in der Hochzeitsnacht (The Heartbreak Kid)
- 1972: Der Letzte der feurigen Liebhaber (Last of the Red Hot Lovers)
- 1975: Das Nervenbündel (The Prisoner of Second Avenue)
- 1975: Die Sunny Boys (The Sunshine Boys)
- 1976: Eine Leiche zum Dessert (Murder by Death)
- 1977: Der Untermieter (The Goodbye Girl)
- 1978: Der Schmalspurschnüffler (The Cheap Detective)
- 1978: Das verrückte California-Hotel (California Suite)
- 1979: Das zweite Kapitel (Chapter Two)
- 1980: Fast wie in alten Zeiten (Seems Like Old Times)
- 1980: Felix und Oskar (Fernsehserie)
- 1981: Mrs. Hines und Tochter (Only When I Laugh)
- 1982: Eigentlich wollte ich zum Film (I Ought to Be in Pictures)
- 1982: Sonny Boys (Fernsehfilm)
- 1983: Max Dugans Moneten (Max Dugan Returns)
- 1984: Ein Single kommt selten allein (The Lonely Guy)
- 1985: Die Frau des Profis (The Slugger’s Wife)
- 1986: Brighton Beach Memoirs
- 1987: Plaza Suite (Fernsehfilm)
- 1988: Biloxi Blues
- 1991: Die blonde Versuchung (The Marrying Man)
- 1991: Ein seltsames Paar (Fernsehfilm)
- 1992: Broadway Familie (Broadway Bound)
- 1993: Trouble in Yonkers (Lost in Yonkers)
- 1995: Jake’s Frauen (Jake’s Women)
- 1996: Sonny Boys
- 1996: Neil Simon’s London Suite
- 1998: Immer noch ein seltsames Paar (The Odd Couple II)
- 1999: Schlaflos in New York (The Out-of-Towners)
- 1999: Sonny Boys (Fernsehfilm)
- 2000: Most Original (Laughter on the 23rd Floor) (Fernsehfilm)
- 2001: Sonny Boys (Fernsehfilm)
- 2003: Zwei wie Katz und Hund (Fernsehfilm)
- 2004: Ein seltsames Paar (Fernsehfilm)
- 2007: Nach 7 Tagen – Ausgeflittert (The Heartbreak Kid)
- 2015–2017: Odd Couple (The Odd Couple)